# دلالات حيوية (طب)

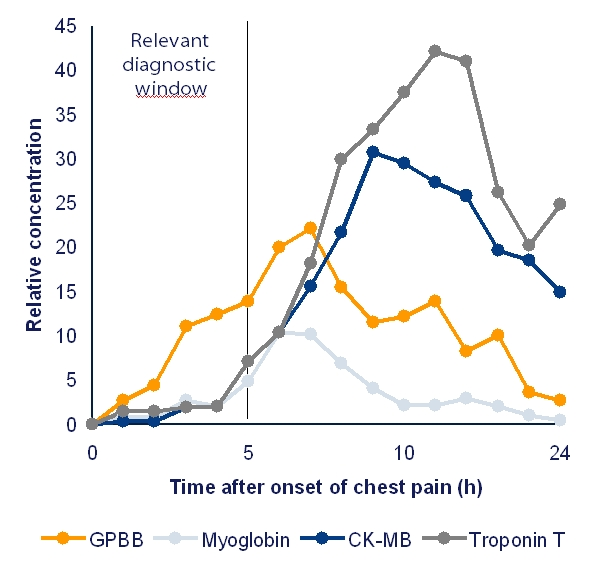
مقارنة بين علامات القلبية.

الدلالات الحيوية أو المؤشرات الحيوية (بالإنجليزية: Biomarker)‏ في الطب هي مؤشرات قابلة للقياس علي وجود أو شدة مرض معين. بشكل أعم فإن الدلالات الحيوية هي أي شيء يمكن استخدامه كمؤشر لحالة مرضية معينة، أو لحالة فسيولوجية أخرى لكائن حي.
يمكن أن تكون الدلالات الحيوية عبارة عن مادة يتم إدخالها إلى الكائن الحي كوسيلة لدراسة وظيفة العضو أو الجوانب الصحية الأخرى. على سبيل المثال، يستخدم كلوريد الروبيديوم في الوسم النظيري لتقييم تروية عضلة القلب. كما يمكن للدلالات الحيوية أيضًا أن تكون مادة يشير اكتشافها لحالة مرضية معينة، على سبيل المثال، قد يشير وجود الجسم المضاد إلى حدوث عدوى. وبشكل أكثر تحديدًا يمكن أن تشير الدلالات الحيوية إلى تغير في طريقة تمثيل أو حالة بروتين معين، يرتبط بمخاطر صحية أو تطور مرض ما، أو مع قابلية المرض للعلاج. يمكن أن تكون الدلالات الحيوية صفات بيولوجية مميزة أو جزيئات يمكن اكتشافها وقياسها في أجزاء من الجسم مثل الدم أو الأنسجة. وقد تشير إلى عمليات طبيعية أو مريضية في الجسم. ويمكن للدلالات الحيوية أن تكون عبارة عن خلايا أو جزيئات أو جينات محددة أو منتجات جينية أو إنزيمات أو هرمونات. كما أن وظائف الجهاز المعقد أو التغيرات المميزة العامة في البنى البيولوجية يمكن أن تستخدم أيضا كدلالات حيوية. على الرغم من أن مصطلح الدلالات الحيوية يعد جديدًا نسبيًا، إلا أنه قد تم استخدامها في الأبحاث قبل السريرية والتشخيص السريري لفترة طويلة. على سبيل المثال، درجة حرارة الجسم تُعتبر دلالة بيولوجية معروفة تشير للحمى، كما يستخدم ضغط الدم لتحديد مخاطر السكتة الدماغية. ومن المعروف على نطاق واسع أن قيم الكوليسترول هي مؤشر حيوي خطر لمرض الشريان التاجي والأوعية الدموية، وأن البروتين التفاعلي سي (CRP) هو علامة للالتهاب.
تُعتبر الدلالات الحيوية مفيدة بأشكال مختلفة، من بينها قياس تقدم المرض، وتقييم الأنظمة العلاجية الأكثر فعالية لنوع معين من السرطان، وإقامة قابلية طويلة الأمد ضد السرطان أو تكرار حدوثه. في المصطلحات الجزيئية، تعتبر الدلالات الحيوية "مجموعة فرعية من الدلالات التي يمكن اكتشافها باستخدام الجينوميات، تقنيات البروتينات أو تقنيات التصوير. تلعب الدلالات الحيوية دوراً رئيسياً في البيولوجيا الطبية، كما تساعد في التشخيص المبكر، والوقاية من الأمراض، وتحديد هدف الدواء، واستجابة العقاقير وغيرها.

## الدلالات الحيوية المرتبطة بالمرض والمرتبطة بالعقاقير
من الضروري التمييز بين الدلالات الحيوية المرتبطة بالمرض والمرتبطة بالعقاقير. تعطي الدلالات الحيوية المرتبطة بالمرض مؤشراً على التأثير المحتمل للعلاج على المريض (مؤشر الخطر أو الدلالات الحيوية التنبؤية)، وما إذا كان المرض موجودًا بالفعل (الدلالات الحيوية التشخيصية)، وكيف يمكن أن يتطور هذا المرض في حالة فردية بغض النظر عن نوع العلاج (الدلالات الحيوية النذيرية (المآلية)). تساعد الدلالات الحيوية التنبؤية على تقييم الاستجابة الأكثر احتمالاً لنوع معيّن من العلاج، في حين تُظهر الدلالات النذيرية تطور المرض مع أو بدون معالجة. على النقيض من ذلك فإن الدلالات الحيوية المتعلقة بالعقاقير تشير إلى ما إذا كان العقار فعالا في مريض معين وكيف سيتعامل معه جسم المريض.
بالإضافة إلى المعاملات المعروفة منذ فترة طويلة، مثل تلك المدرجة والمقيسة بشكل موضوعي في العد الدموي الشامل، هناك العديد من الدلالات الحيوية الجديدة المستخدمة في مختلف التخصصات الطبية. وحاليا يجري العمل المكثف على اكتشاف وتطوير دلالات حيوية مبتكرة وفعالة، لدرجة أن أصبحت الدلالات الحيوية «الجديدة» أساسًا للطب الوقائي، وهو فرع الطب الذي يميز الأمراض أو خطر الإصابة بالمرض في وقت مبكر، ويتخذ تدابير مضادة ومحددة لمنع حدوث المرض أو تطوره. تعتبر المؤشرات الحيوية أيضا بمثابة المفتاح إلى الطب الشخصي، والعلاجات المصممة بشكل فردي لمرضى معينين لتدخل عالي الكفاءة في العمليات المرضية، وقد تشير الدلالات الحيوية في كثير من الأحيان إلى تغيرات في عمليات الأيض.
تُمثل الدلالات الحيوية «الكلاسيكية» في الطب معاملات مختبرية يمكن للطبيب استخدامها للمساعدة في اتخاذ القرارات حول التشخيص واختيار مسار العلاج. على سبيل المثال يعتبر اكتشاف بعض الأضداد الذاتية في دم المريض دلالة حيوية موثوق بها تشير لأمراض المناعة الذاتية، وكان اكتشاف عامل الروماتويد علامة تشخيصية هامة على التهاب المفاصل الروماتويدي لأكثر من 50 عامًا، ويمكن الكشف عن الأجسام المضادة للبروتين السيتروليني (بالإنجليزية: Anti-citrullinated protein antibody)‏ في الدم قبل ظهور الأعراض الأولية لالتهاب المفاصل الروماتويدي، وبالتالي فهذه الدلالات الحيوية ذات قيمة شديدة الأهمية بغرض التشخيص المبكر لمرض التهاب المفاصل الروماتويدي. بالإضافة إلى ذلك، فإن هذه الدلالات الحيوية يمكن أن تشير إلى ما إذا كان المرض يهدد بأن يكون شديدًا وإمكانية تسببه بتلف خطير في العظام والمفاصل، الأمر الذي يُمثل أداة مهمة في يد الطبيب أثناء التشخيص أو تطوير الخطة العلاجية.

## الدلالات الحيوية في تطوير العقاقير
بمجرد التحقق من وجود دلالة حيوية مقترحة، فإنه يمكن استخدامها لتشخيص خطر الإصابة بالمرض، أو وجود المرض في شخص ما، أو لتخصيص علاجات للمرض بشكل فردي (خيارات العلاج بالعقاقير أو طرق تناولها). يمكن استخدام الدلالات الحيوية أثناء تقييم احتمالية العلاج بالعقاقير كبديل لنقطة النهاية السريرية مثل البقاء أو المراضة التي لا يمكن علاجها. وإذا كان العلاج يغير الدلالات الحيوية، والذي يكون على علاقة مباشرة بتحسن في الحالة الصحية، فإن الدلالات الحيوية تعمل بمثابة نقطة نهاية بديلة لتقييم الفائدة الإكلينيكية. 

## متطلبات الدلالات الحيوية
يُمثل التشخيص الدقيق للأمراض المزمنة التي قد تتطلب من المرضى تناول الأدوية لسنوات طويلة أمرا بالغ الأهيمة، خاصةً عند توقع حدوث آثار جانبية قوية نتيجة الأدوية. في مثل هذه الحالات تكون الدلالات الحيوية أكثر أهمية، لأنها يمكن أن تؤكد تشخيصًا صعبًا أو على الأقل تجعله ممكنًا في المقام الأول. كثيرًا ما تبدأ العديد من الأمراض بمرحلة مبكرة خالية من الأعراض مثل مرض ألزهايمر أو التهاب المفاصل الروماتويدي. ويكون في مثل هذه الأمراض اخالية من الأعراض هناك احتمال أكثر أو أقل تطور الأعراض بشكل فعلي. وتساعد الدلالات الحيوية في هذه الحالات على تحديد الأفراد المعرضين للخطر بشكل موثوق به وفي الوقت المناسب بحيث يمكن علاجهم قبل ظهور المرض أو في أقرب وقت ممكن بعد ذلك.
من أجل استخدام الدلالات الحيوية للتشخيص يجب أن تكون مواد العينة سهلة الحصول عليها قدر الإمكان. قد تكون هذه العينة هي عينة دم مأخوذة بواسطة الطبيب، أو عينة بول أو لعاب، أو قطرة دم من طرف الأصبع مثل مرضى السكري الذين يقومون بذلك بهدف المراقبة المنتظمة لمستوى سكر الدم.
يُمثل الوقت الذي يتم فيه الحصول على نتائج اختبار الدلالات الحيوية أمر بالغ الأهمية من أجل البدء السريع في العلاج، ويعتبر الاختبار السريع الذي يحقق النتيجة بعد بضع دقائق فقط هو الاختبار الأمثل. وهذا بدوره يُمكن الطبيب من مناقشة الأمر مع المريض حول كيفية المضي قدما أو البدء المباشر بالعلاج عند الضرورة.
بطبيعة الحال يجب أن تكون طريقة الكشف عن الدلالات الحيوية دقيقة وسهلة التنفيذ قدر الإمكان. وقد لا تختلف النتائج القادمة من مختبرات مختلفة عن بعضها البعض بشكل كبير، ويجب أن تكون الدلالات الحيوية قد أثبت فعاليتها في تشخيص، مآل، وتقييم مخاطر الأمراض المصابة في الدراسات المستقلة.
تحتاج الدلالات الحيوية للاستخدام السريري إلى حساسية ونوعية جيدة، على الرغم من أنه ينبغي اختيارهم مع مراعاة السكان بحيث تكون القيمة التنبؤية الإيجابية والقيمة التنبؤية السلبية أكثر أهمية.

## تصنيف الدلالات الحيوية وتطبيقاتها
يمكن تصنيف الدلالات الحيوية بناءً على معايير مختلفة، فيمكن تصنيفها وفقًا لخصائصها مثل دلالات التصوير الطبي (تصوير بالرنين المغناطيسي، الأشعة المقطعية، تصوير مقطعي بالإصدار البوزيتروني) أو الدلالات الحيوية الجزيئية (سوائل الجسم، نسيج حيوي).
تشير الدلالات الحيوية الجزيئية إلى الدلالات الحيوية الغير تصويرية، والتي يكون لها خواص فيزيائية حيوية، والتي تسمح بقياسها في العينات البيولوجية (على سبيل المثال البلازما، المصل، السائل الدماغي الشوكي، غسل القصبات والأسناخ، الخزعة) وتشمل الدلالات الحيوية القائمة على الأحماض النووية مثل طفرات الجينات أو تعدد الأشكال والتحليل الكمي للتعبير الجيني، الببتيدات، البروتينات، أيض الدهون، وغيرها من الجزيئات الصغيرة الأخرى.
يمكن أيضًا تصنيف الدلالات الحيوية استنادًا إلى تطبيقاتها مثل الدلالات الحيوية التشخيصية (مثل تروبونين القلب لتشخيص احتشاء عضلة القلب)، دلالات حيوية تميزية لمراحل المرض (مثل ببتيد مدر الصوديوم الدماغي لفشل القلب الاحتقاني)، دلالات حيوية للتنبؤ بالمرض (دلالات أورام)، دلالات حيوية لرصد الاستجابة السريرية للعلاج (اختبار الهيموغلوبين الغليكوزيلاتي لعلاج مرض السكري). وتشمل فئة أخرى من الدلالات الحيوية تلك المستخدمة في صنع القرار المبكرة خلال تطوير العقاقير.

### الأنواع
يمكن تصنيف الدلالات الحيوية التي تم التحقق من كفائتها بواسطة طرق البيولوجيا الجينية والجزيئية إلى ثلاثة أنواع.
- النوع 0 - دلالات تاريخ طبيعي
- النوع 1 - دلالات نشاط الدواء
- النوع 2 - دلالات بديلة

## اكتشاف الدلالات الحيوية الجزيئية
تم تعريف الدلالات الحيوية الجزيئية كدلالات حيوية يمكن اكتشافها باستخدام منصات أساسية ومقبولة مثل علم الجينوم والبروتيوميات.

## الدلالات الحيوية التصويرية
يتم تطوير العديد من الدلالات الحيوية الجديدة التي تنطوي على تكنولوجيا التصوير. ولدى الدلالات الحيوية التصويرية العديد من المزايا، فعادة ما تكون أقل تدخلا، وتعطي نتائج بديهية متعددة الأبعاد. وبغض النظر عن البيانات النوعية والكمية، فإن الدلالات الحيوية التصويرية عادة ما تكون مريحة نسبيا للمرضى، وعند جمع الدلالات الحيوية التصويرية بغيرها من المصادر، يمكن للطبيب الخلوص إلى تشخيص محدد.
يُعتبر التصوير القلبي مجال نشط لبحوث الدلالات الحيوية. وقد كان تصوير الأوعية التاجية (وهو إجراء جراحي يتطلب القسطرة) منذ فترة طويلة المعيار الذهبي لتشخيص تضيق الشرايين، ولكن العلماء والأطباء يأملون في تطوير تقنيات أقل تدخلا. ويعتقد الكثيرون أن التصوير المقطعي القلبي له إمكانات كبيرة في هذا المجال، لكن الباحثين ما زالوا يحاولون التغلب على المشاكل المتعلقة ب«تكاثر الكالسيوم»، وهي ظاهرة تتداخل فيها ترسبات الكالسيوم مع دقة الصورة. كما تمشل التقنيات الأخرى للتصوير داخل الأوعية التصوير بالرنين المغناطيسي، والتصوير المقطعي بالتماس البصري (بالإنجليزية: optical coherence tomography)‏، والتحليل الطيفي للأشعة تحت الحمراء.
تشمل الدلالات الحيوية الجديدة استخدام القائف المشع فلوروديوكسي غلوكوز. ويمكن استخدام التصوير المقطعي بالإصدار البوزيتروني لقياس مكان تناول الجلوكوز في خلايا الجسم. ومن خلال تتبع الجلوكوز يمكن للأطباء العثور على مواقع الالتهاب لأن البلاعم هناك تتناول الجلوكوز بمستويات عالية. كما أن الأورام تستهلك الكثير من الجلوكوز، لذلك يمكن استخدام إستراتيجية هذا التصوير لرصدها أيضًا. يعد تتبع الجلوكوز القائف المشع تقنية واعدة لأنه يقيس بشكل مباشر خطوة معروفة بأنها ضرورية للالتهاب ونمو الورم.

### تصوير الدلالات الحيوية للمرض بواسطة التصوير بالرنين المغناطيسي
للتصوير بالرنين المغناطيسي عدة مزايا منها وجود دقة مكانية عالية جدا، والمهارة في التصوير المورفولوجي والتصوير الوظيفي. لكن لدى ه عدة عيوب أيضا، أولاً: لدى التصوير بالرنين المغناطيسي حساسية تبلغ حوالي 103 مول/ لتر إلى 10 m 5 مول/لتر، والتي يمكن أن تكون محدودة للغاية مقارنةً بأنواع أخرى من التصوير. تنبع هذه المشكلة من حقيقة أن الفرق بين الذرات في حالة الطاقة العالية وحالة الطاقة المنخفضة صغير للغاية. على سبيل المثال، عند 1.5 تسلا وهي شدة المجال النموذجية للتصوير بالرنين المغناطيسي السريري، يكون الفرق بين حالات الطاقة العالية والمنخفضة حوالي 9 جزيئات لكل 2 مليون. تتضمن التحسينات لزيادة حساسية التصوير بالرنين المغناطيسي زيادة شدة المجال المغناطيسي، وفرط الاستقطاب عن طريق الضخ البصري أو الاستقطاب النووي الديناميكي. هناك أيضا مجموعة متنوعة من مخططات تضخيم الإشارات على أساس تبادل المواد الكيميائية التي تزيد من الحساسية.
يتطلب التصوير الجزيئي للدلالات الحيوية للمرض عن طريق التصوير بالرنين المغناطيسي عامل تباين (صبغة) ذو نوعية وحساسية عالية.

## العيوب المحتملة
لا ينبغي استخدام جميع الدلالات الحيوية كنقاط نهاية بديلة لتقييم النتائج السريرية. قد يكون من الصعب التحقق من الدلالات الحيوية وتتطلب مستويات مختلفة من التحقق اعتمادًا على استخدامها المقصود. إذا تم استخدام الدلالات الحيوية لقياس مدى نجاح التدخل العلاجي، فيجب أن تعكس هذه الدلالات التأثير المباشر لذلك الدواء.